# Marella Discovery 2

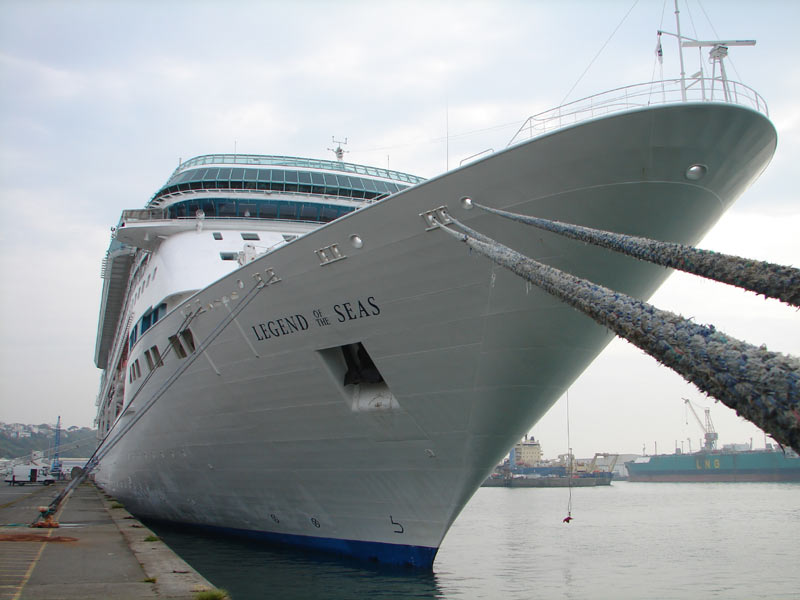
MS Legend of the Seas docado em Brest, França.

O MS Legend of the Seas é um navio de cruzeiros, destinado a cruzeiros operado pela companhia norte-americana Royal Caribbean International.
Em 2016, foi vendido pela Royal Caribbean para o grupo TUI Ag, que irá operá-lo em sua marca inglesa Thomson Cruises. Renomeado TUI Discovery 2, o navio se juntará a seu gêmeo Splendour of the Seas na frota da companhia inglesa em maio de 2017. 